# La prima volta (che sono morto)
La prima volta (che sono morto) è un brano musicale del cantautore italiano Simone Cristicchi, primo singolo estratto dal quarto album intitolato Album di famiglia, pubblicato dalla Sony.
È il brano con cui Cristicchi partecipa alla serata finale del Festival di Sanremo 2013, classificandosi all'11º posto. Il brano è stato preferito a Mi manchi, altro brano presentato dall'artista durante la serata inaugurale della manifestazione.

## Classifiche
| Classifica | Posizione massima |
| ---------- | ----------------- |
| Italia     | 26                |